# Rektalna primena leka
Rektalna primena leka je način primene leka koji se kroz analni otvor plasira u pravo crevo. Iako je resorpcija leka posle rektalne primene nepouzdana, ona je koristan način terapije kod bolesnika koji povraćaju, ili nisu u stanju da progutaju lek (npr. postoperativno), kod dece, kod koje se npr. primenjuje diazepam u epileptičnom statusu, ili kod pacijenata kod kojih je intravenska primena otežana.

## Rektalna primena leka u metabolizmu prvog prolaza
Još uvek nije sigurno kakav je značaj rektalne primene lekova za izbegavanje metabolizma prvog prolaza, u kome podleže lek pri peroralnoj primeni. Naime iz rektuma krv odvode 3 hemoroidalne vene: gornja u hepatičnu venu, a srednja i donja direktno u sistemski krvotok, ali među njima postoje brojne anastomoze. Zbog toga se smatra da rektalna aplikacija predstavlja kombinaciju oralne i parenteralne primene, jer duboko rektlno primena leka smanjuje sistemsku bioraspoloživost leka, i predstavlja jedno od objašnjenja za kvantitativne i kvalitativne razlike u vremenu polueliminacije i metabolizmu istog leka unetog per os., preko rektuma i intravenski.

## Kada primeniti?
Lekovi se primenjuju rektalno kada je njihova peroralna primena otežana ili onemogućena (npr uporno povraćanje, besvesno stanje). Ovaj način se primenjuje i ako lek deluje nadražajno u želucu (npr hloralhidrat). Neki lekovi mogu da oštete sluznicu gastrointestinalnog trakta, pa se ovakvim načinom ona zaobilazi. Često se ovako aplikuje diazepam bebama koje imaju generalizovane grčeve sa visokom temperaturom, ili lekovi za suzbijanje epileptičkih napada.
Prema nameni rektalno se mogu primeniti lekovi koji treba da deluju: 
- Lokalno — npr. antiinflamatorni lekovi za lečenje ulceroznog kolitisa.
- Sistemski — čija primena podrazumeva da lek deluje nakon resorpcije u dublja tkiva ili krv i njegove distribucije po organizmu.

### Indikacije
Najčešće indikacije za rektalnu primenu leka su:
- kada lek treba da deluje lokalno u samom rektumu (npr. kao standardna procedura u kliničkoj anesteziji, posebno za anorektalnu indukciju kod dece. Ograničenja ove metode uključuju nisku bioraspoloživost, širok raspon farmakokinetičkih i farmakoloških rezultata i lošu predvidljivost kliničkog efekta kod svakog određenog pacijenta).[4]
- kada bolesnik ne može da proguta lek: koma, kaheksija, senilnost, bebe...
- kada se želi da dejstvo leka nastupi brže nego kada se uzme peroralno (preko ustiju)
- ako se lek teško podnosi zbog lokalnog nadražajnog dejstva na sluzokožu želuca (npr ibuprofen)

- kada postoji velika zastoj (staza) u sistemu vene porte,

## Rektalna resorpcija leka — dobre i loše strane
Lek dat rektalno, posle resorpcije prelazi u krv i preko donjih hemoroidalnih vena ide direktno u donju šuplju venu, a potom u krvotok, zaobilazeći jetru. Zato se rektalna aplikacija smatra kombinacijom oralne i parenteralne primene leka.

## Literatura
- Plumer AL. (2007), Plumer's Principles and Practices of Intravenous Therapy. Lippincott Williams & Wilkins. 753

## Spoljašnje veze
|  | Molimo Vas, obratite pažnju na važno upozorenje u vezi sa temama iz oblasti medicine (zdravlja). |